# Герт Фребе
Карл Ґе́ргарт «Ґе́рт» Фре́бе (нім. Karl Gerhart „Gert“ Fröbe; 25 лютого 1913, Оберпланіц, тепер Цвіккау — 5 вересня 1988, Мюнхен) — німецький актор, вважається одним з найвидатніших виконавців характерних ролей. Відомий передусім своєю роллю дітовбивці Шротта в класичному детективі Це сталося серед білого дня (1958) і головною роллю Ауріка Голдфінгера у фільмі Бондіани (1964), а українському глядачеві за ролями полковника фон Гольштейна в «Повітряних пригодах» (1965) і Отто Крампа в «Уколі парасолькою» (1980).

## Біографія
Фребе народився в сім'ї майстра-канатника і шевця Отто Йоганнеса Фребе. Захоплений мистецтвом, він влаштувався на роботу до міського театру Цвіккау і підробляв на життя, граючи на вулицях на скрипці. Він брав уроки акторської майстерності й незабаром став статистом і грав другорядні ролі. Комедійний талант Фрьобе відкрив його учитель Еріх Понто.
У 1959 році Ґерт Фребе одружився з Тетяною Івановою, німецькою актрисою і співачкою російського походження, і усиновив її сина Андреаса Зайферта.
Попри свою велику статуру Фребе вдавалося з'являтися на екрані в найрізноманітніших амплуа. Знявшись у близько чотирьох десятках німецьких фільмів, Фребе отримав роль у переломному для нього фільмі «Це сталося серед білого дня» за сценарієм Фрідріха Дюрренматта. Успіх Фребе в цьому фільмі через шість років започаткував його міжнародну кар'єру, коли йому запропонували роль у фільмі про Джеймса Бонда. Англійською Фребе говорив з дуже сильним німецьким акцентом, тому в «Голдфінгері» його роль озвучив Майкл Коллінз.
У 1965 році в інтерв'ю Daily Mail Фребе признався в тому, що був членом НСДАП. Услід за цим визнанням фільми з його участю були заборонені в Ізраїлі, але через вісім тижнів це рішення було скасовано, коли стало відомо, що Фребе при націонал-соціалістах переховував і забезпечував продуктами єврейську сім'ю.
Ґерт Фребе декілька років боровся з раком гортані, і коли здавалося, що хвороба була переможена, Фребе несподівано помер в 1988 році від інфаркту міокарду. Похований на цвинтарі «Waldfriedhof» в Іккінгі.

## Обрана фільмографія
| Рік  |   | Українська назва            | Оригінальна назва                                                                                    | Роль                            |
| ---- | - | --------------------------- | --- | ------------------------------- |
| 1948 | ф | Берлінська балада           | Berliner Ballade                                                                                     | Отто Нормальфербраухер          |
| 1948 | ф | Людина на канаті            | Man on a Tightrope                                                                                   | епізод                          |
| 1954 | ф | Сім грішників               | Die kleine Stadt will schlafen gehen                                                                 | мийник вікон Оскар Блюме        |
| 1955 | ф | Герої втомилися             | Les Héros sont fatigués                                                                              | Германн                         |
| 1955 | ф | Дівчина з Фландрії          | Ein Mädchen aus Flandern                                                                             |                                 |
| 1955 | ф | Дуня                        | Der Postmeister                                                                                      |                                 |
| 1956 | ф | Тайфун над Нагасакі         | Typhon sur Nagasaki                                                                                  | Риттер                          |
| 1957 | ф | Робінзон не повинен померти | Robinson soll nicht sterben                                                                          | містер Гілліс                   |
| 1958 | ф | Дівиця Розмарі              | Das Mädchen Rosmarie                                                                                 | Брустер                         |
| 1958 | ф | Репетитор                   | Der pauker                                                                                           | Фредді Блей                     |
| 1959 | ф | День, коли піде дощ         | Am Tag, als der Regen kam                                                                            |                                 |
| 1960 | ф | Тисяча очей доктора Мабузе  | Die 1000 Augen des Dr. Mabuse                                                                        | поліцейський інспектор          |
| 1960 | ф | В ім'я Бога                 | Der Gauner und der liebe Gott                                                                        |                                 |
| 1961 | ф | Повернення доктора Мабузе   | Im Stahlnetz des Dr. Mabuse                                                                          |                                 |
| 1961 | ф | Найдовший день              | The Longest Day                                                                                      |                                 |
| 1962 | ф | Заповіт доктора Мабузе      | Das Testament des Dr. Mabuse                                                                         |                                 |
| 1962 | ф | Руда                        | Die Rote                                                                                             | Крамер                          |
| 1962 | ф | Тригрошова опера            | Die Dreigroschenoper                                                                                 | Дж. Дж. Пічем                   |
| 1963 | ф | Бананова шкірка             | Peau de banane                                                                                       | Люшар                           |
| 1963 | ф | Вбивця                      | Le Meurtrier                                                                                         | Мельхіор Кіммель                |
| 1964 | ф | Сто тисяч доларів на сонці  | Cent mille dollars au soleil                                                                         | татко Кастильяно, «Буряк»       |
| 1964 | ф | Голдфінгер                  | Goldfinger                                                                                           | Голдфінгер                      |
| 1964 | ф | Щаслива втеча               | Échappement libre                                                                                    | Карл Ферман                     |
| 1965 | ф | Повітряні пригоди           | Those Magnificent Men in Their Flying Machines or How I Flew from London to Paris in 25 hours 11 min | полковник Манфред фон Гольштейн |
| 1965 | ф | Чи горить Париж?            | Paris brûle-t-il?                                                                                    | Дітріх фон Холтіц               |
| 1965 | ф | Вінок з маргариток          | Das Liebeskarussell                                                                                  | Еміль Клаасен                   |
| 1965 | ф | Сильний вітер на Ямайці     | A High Wind in Jamaica                                                                               | капітан Вандерворт              |
| 1966 | ф | Потрійний хрест             | Triple Cross                                                                                         | Штайнхагер                      |
| 1966 | ф | Колотнеча в Панамі          | Du rififi à Paname                                                                                   | Вальтер                         |
| 1967 | ф | Я вбив Распутіна            | J'ai tué Raspoutine                                                                                  | Григорій Распутін               |
| 1969 | ф | Кидок в Монте-Карло         | Monte Carlo or Bust!                                                                                 | Віллі Шикель / Хорст Мюллер     |
| 1971 | ф | Долари                      | Dollars                                                                                              | містер Кессел                   |
| 1972 | ф | Людвіг                      | Ludwig                                                                                               | панотець Гоффман                |
| 1974 | ф | Десять негренят             | Ein Unbekannter rechnet ab                                                                           | Вільгельм Блор                  |
| 1977 | ф | Зміїне яйце                 | The Serpent's Egg                                                                                    | інспектор Байєр                 |
| 1979 | ф | Кровне споріднення          | Bloodline                                                                                            | Інспектор Макс                  |
| 1980 | ф | Укол парасолькою            | Le Coup du parapluie                                                                                 | Отто Крамп                      |
| 1981 | ф | Закон кохання               | Banovic Strahinja                                                                                    | князь Богдан                    |

## Нагороди
- 1961: Премія найкращому актору на Міжнародному кінофестивалі в Сан-Себастьяні («В ім'я Бога»).